# City of Hurstville
City of Hurstville is een Local Government Area (LGA) in Australië in de staat New South Wales in de agglomeratie van Sydney. City of Hurstville telt 77.684 inwoners. De hoofdplaats is Hurstville.